# Polymixis lutescens
Polymixis lutescens là một loài bướm đêm trong họ Noctuidae.